# Coruna clavata
Coruna clavata är en stekelart som beskrevs av Walker 1833. Coruna clavata ingår i släktet Coruna och familjen puppglanssteklar. Arten är reproducerande i Sverige. Inga underarter finns listade i Catalogue of Life.